# 後藤隆之
後藤 隆之（ごとう たかゆき、1970年6月4日 - ）は、元社会人野球選手（投手）。宮崎県延岡市出身。

## 経歴
小学校、中学校では、元福岡ダイエーホークスの柳田聖人とチームメイト（柳田が1つ先輩にあたる）。
宮崎県立延岡高等学校から九州東海大学を経て、1993年に社会人野球の三菱重工長崎に入社。
2001年、第28回社会人野球日本選手権大会の優勝に貢献した。年齢に劣らず、10年連続で都市対抗野球に出場（補強選手として他チームからも参加）する実力を持つ。
2008年に現役を引退し、翌2009年からコーチとなった。2010年末に退団したが、監督として復帰し、2017年から統合された三菱日立パワーシステムズ（横浜市）へ選手と共に移籍し、第88回都市対抗野球大会でチームをベスト4に導いた。その後2020年まで監督を務めた。

## プレースタイル・人物
140km/hを超えるストレートとスライダーが武器で、球種はキャッチャーがサインを出しきれないほどに多かった。
投球術や球種の豊富さなど、社会人野球界のカリスマ的な存在だった。
30歳ごろになってその実力が開花した遅咲きのため、あえてプロへの道は選ばず、社会人野球にこだわりを持っていた。

## 個人表彰
- JABA九州大会敢闘賞（2000年）
- 第28回社会人野球日本選手権大会最高殊勲選手賞（2001年）
- 社会人ベストナイン（2001年）
- JABA岡山大会敢闘賞（2002年）

## 日本代表キャリア
- 第14回アジア競技大会野球日本代表（2002年）
- 第35回IBAFワールドカップ日本代表（2003年）